# 布加巴
布加巴（西班牙語：Bugaba），是巴拿馬的城鎮，位於該國西部，由奇里基省的布加瓦區負責管轄，面積12.9平方公里，海拔高度133米，2010年人口3,718，人口密度每平方公里288.2人。